# Göllheim
Göllheim est une commune du Land de Rhénanie-Palatinat en Allemagne.

## Histoire

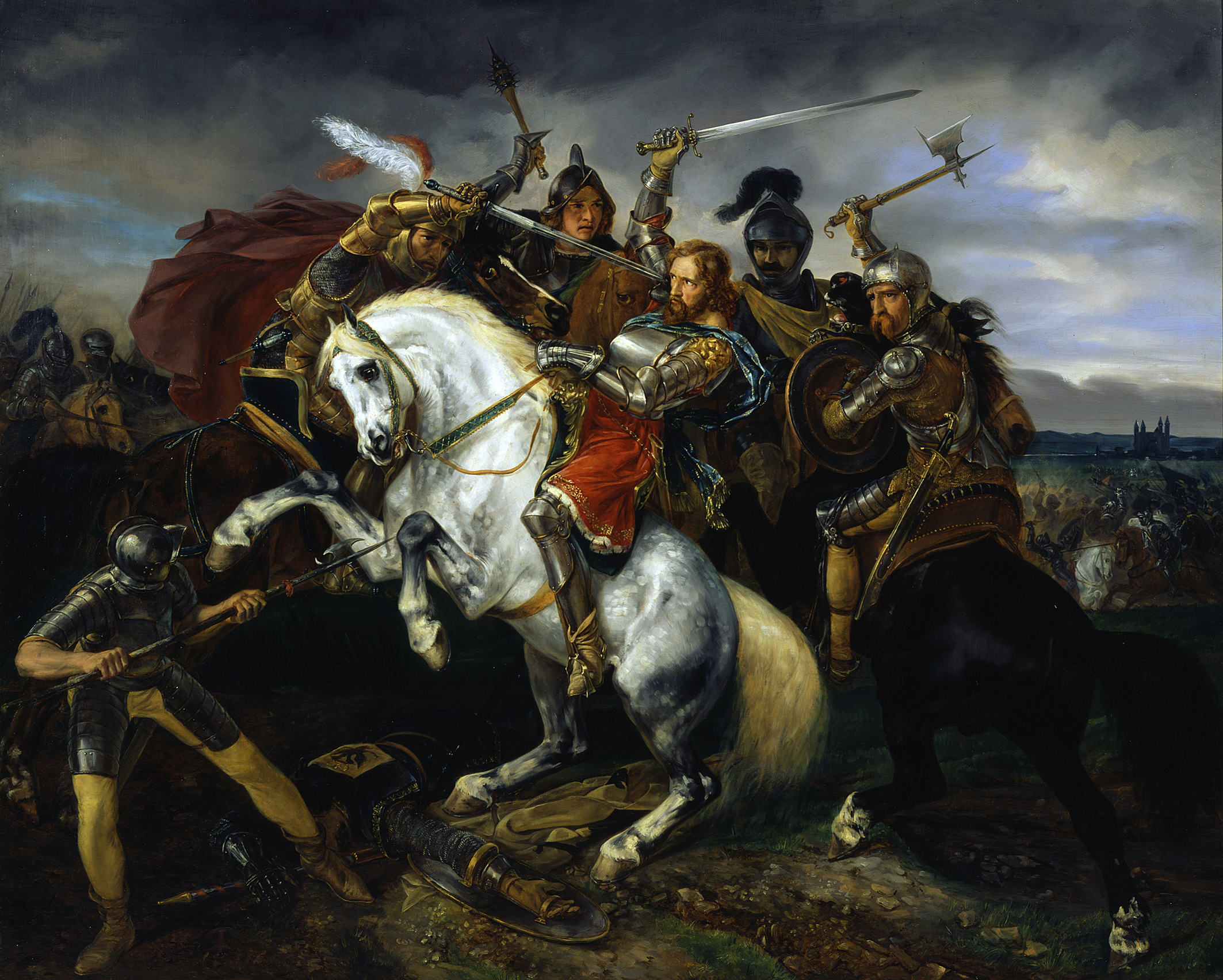
Mort d'Adolphe de Nassau

### Bataille de Göllheim
Le 2 juillet 1298 eut lieu la Bataille de Göllheim. Albert Ier du Saint-Empire de la maison des Habsbourg et Adolphe de Nassau s'y affrontèrent pour obtenir la couronne du Saint-Empire romain germanique. Adolphe de Nassau y fut tué.
Parmi les seigneurs combattant aux côtés d'Albert de Habsbourg se trouvait Otto IV d'Ochsenstein qui mourut également lors de cette bataille.

## Édifices

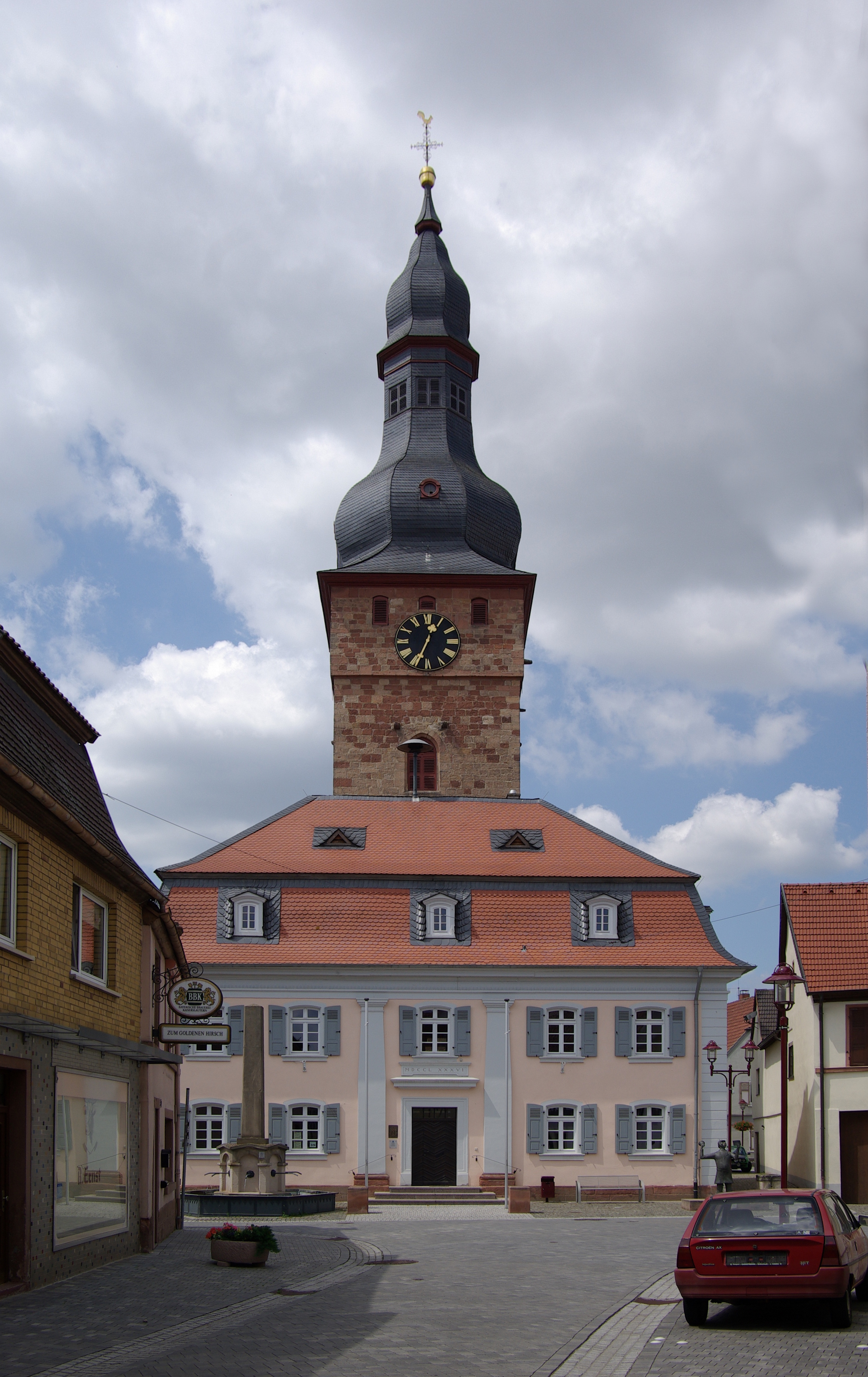
Hôtel de ville.
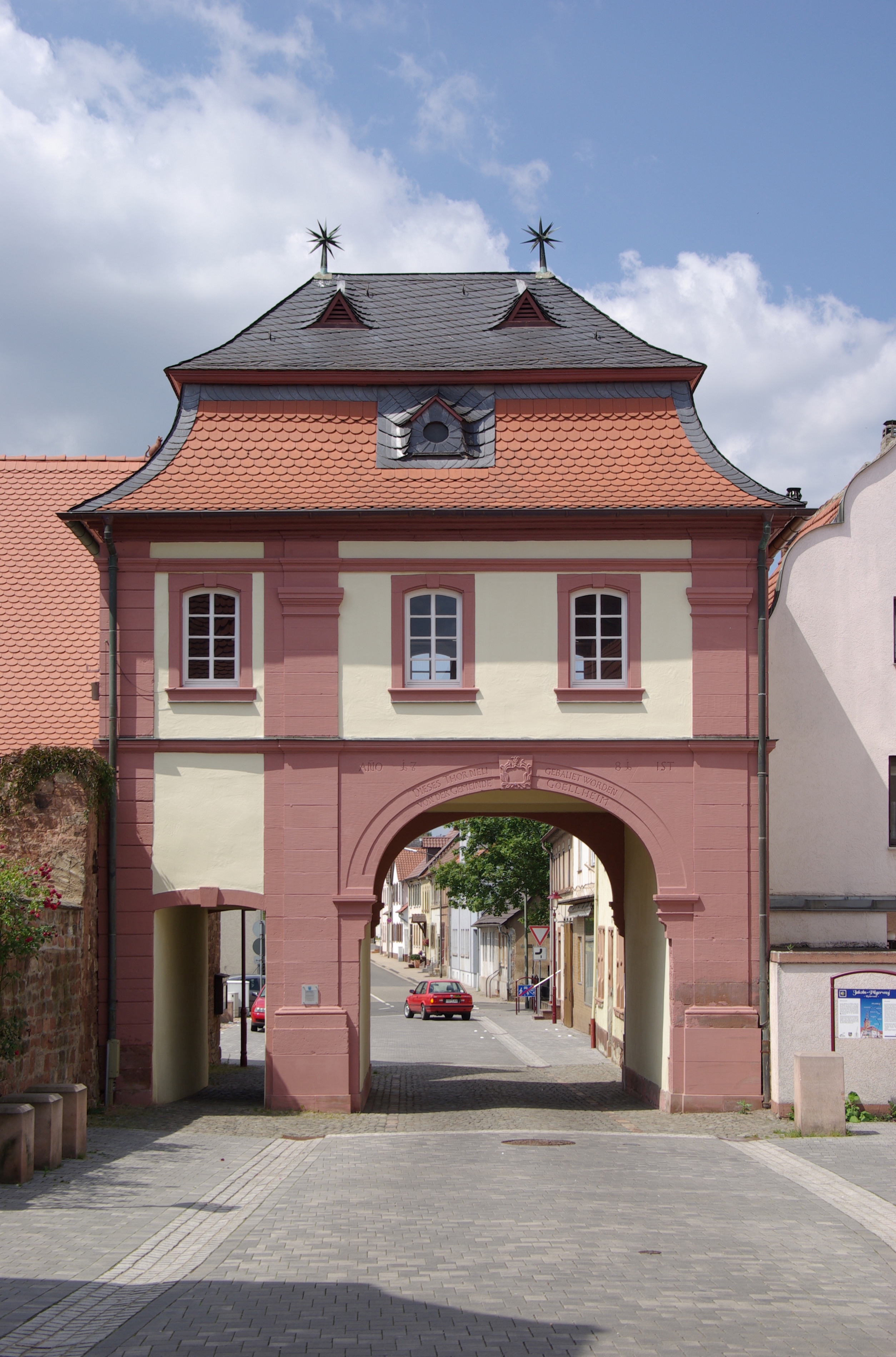
Porte de la ville.
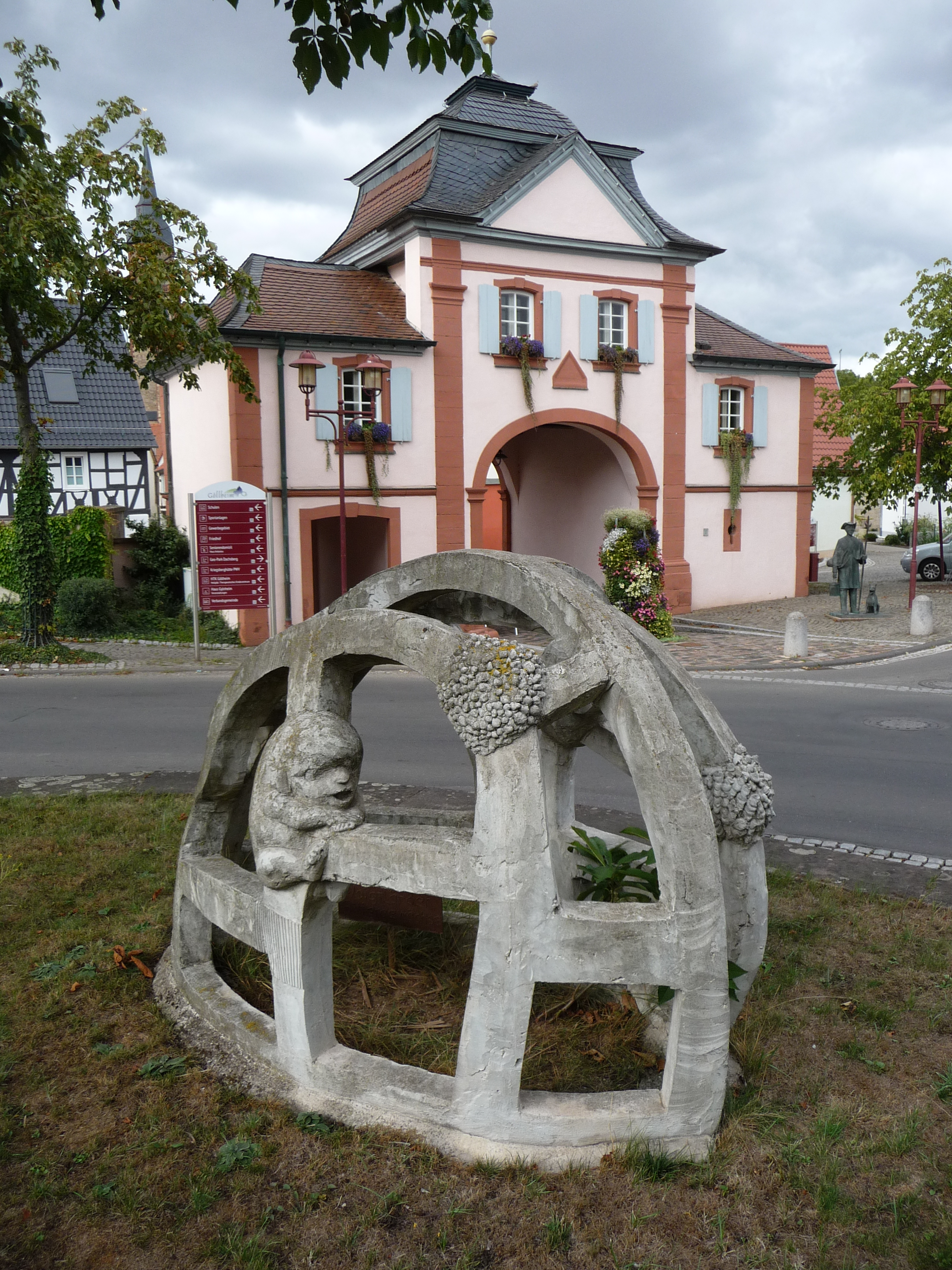
Porte de la ville.
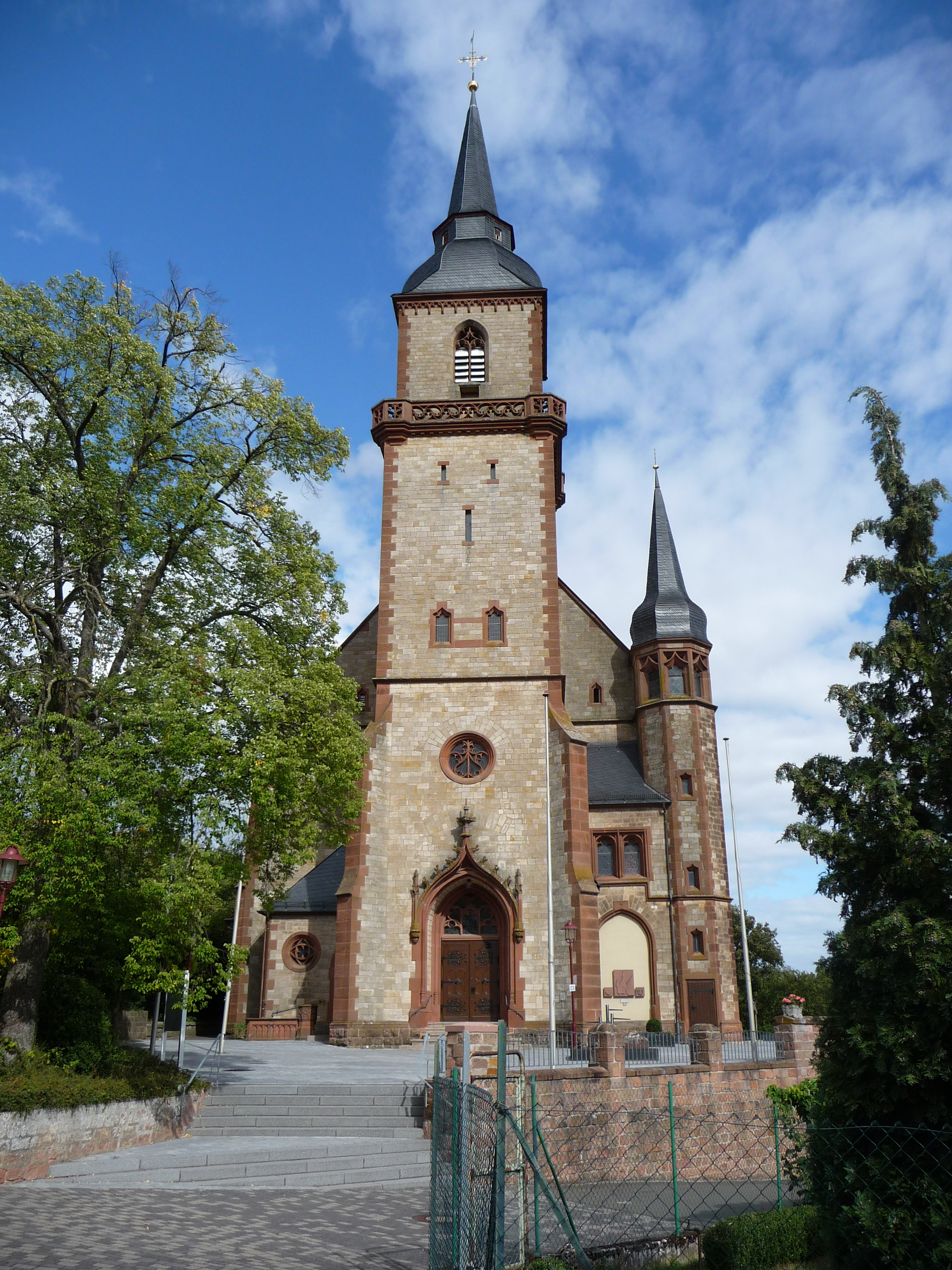
Église catholique.
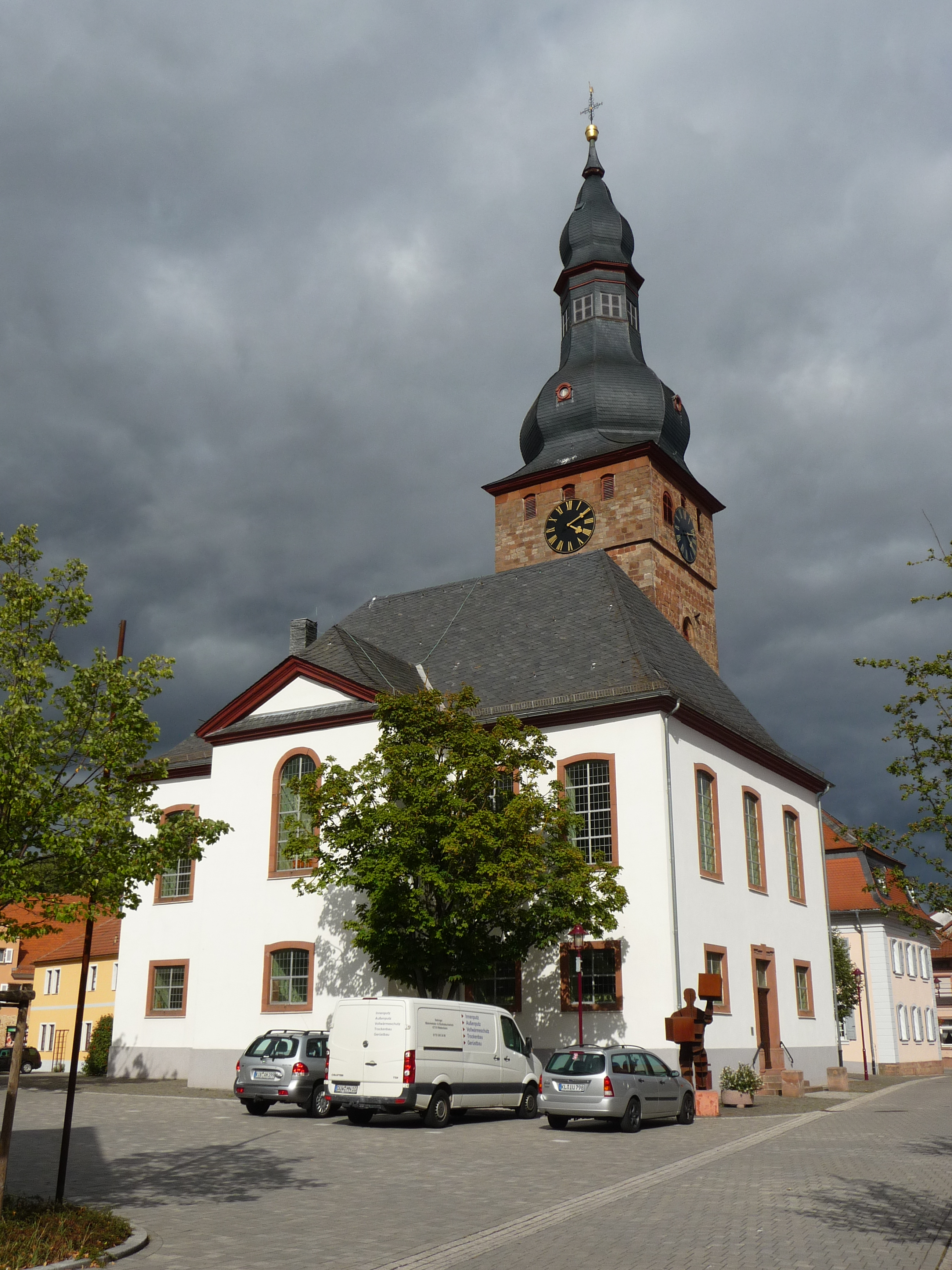
Église protestante.

## Sculptures

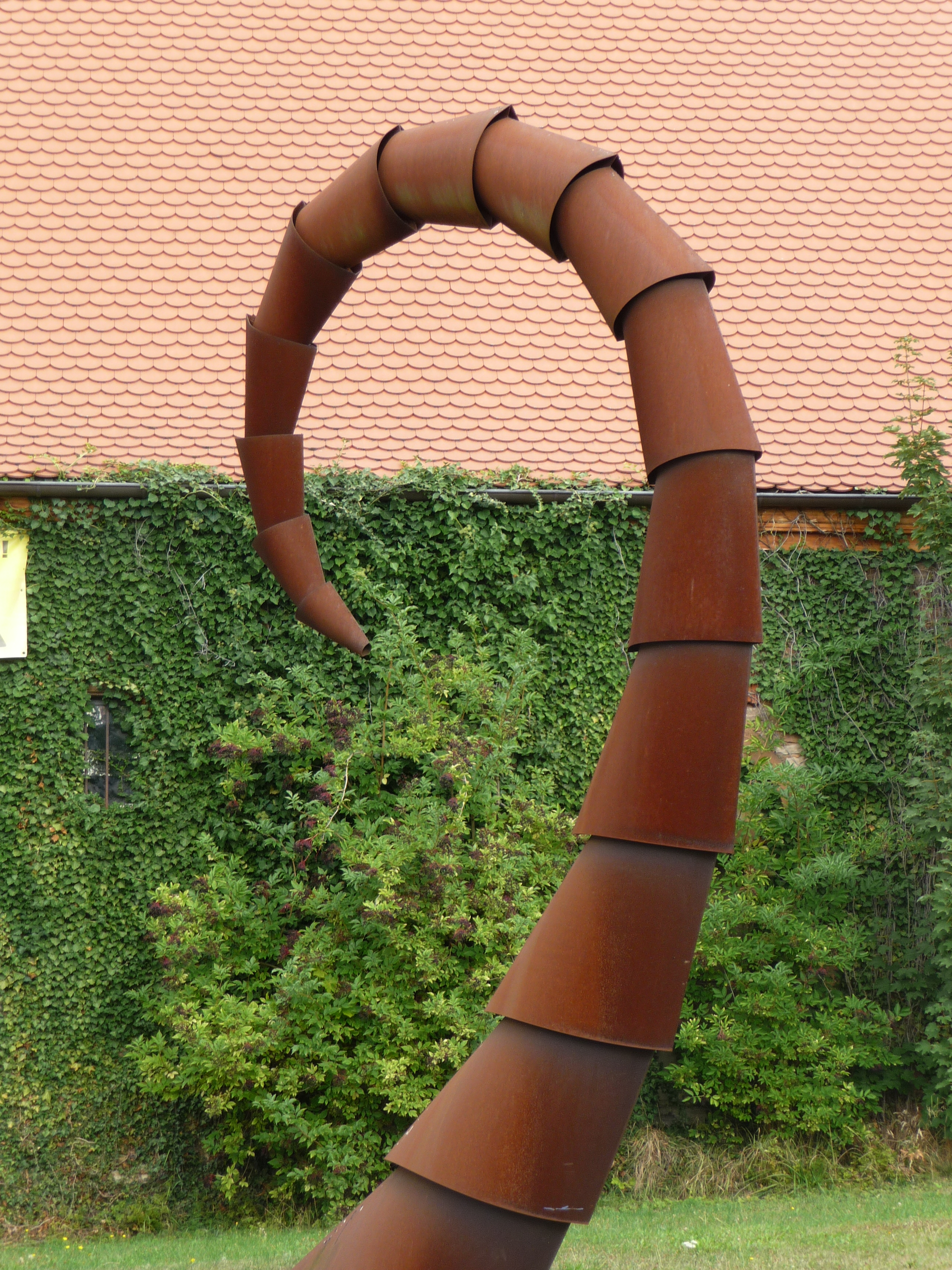
„Sproß“ (brin)
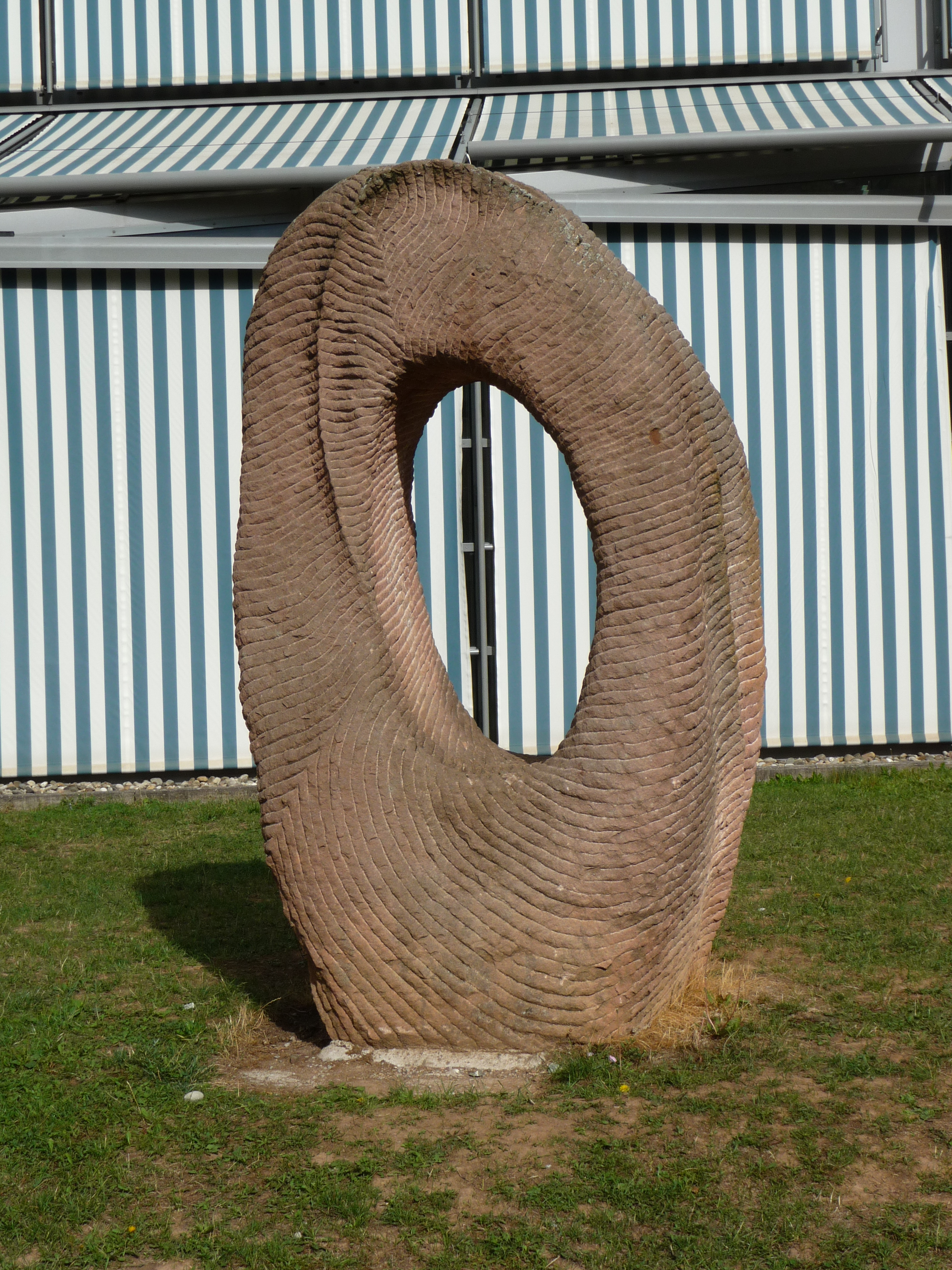
„Aufbruch“ (départ )
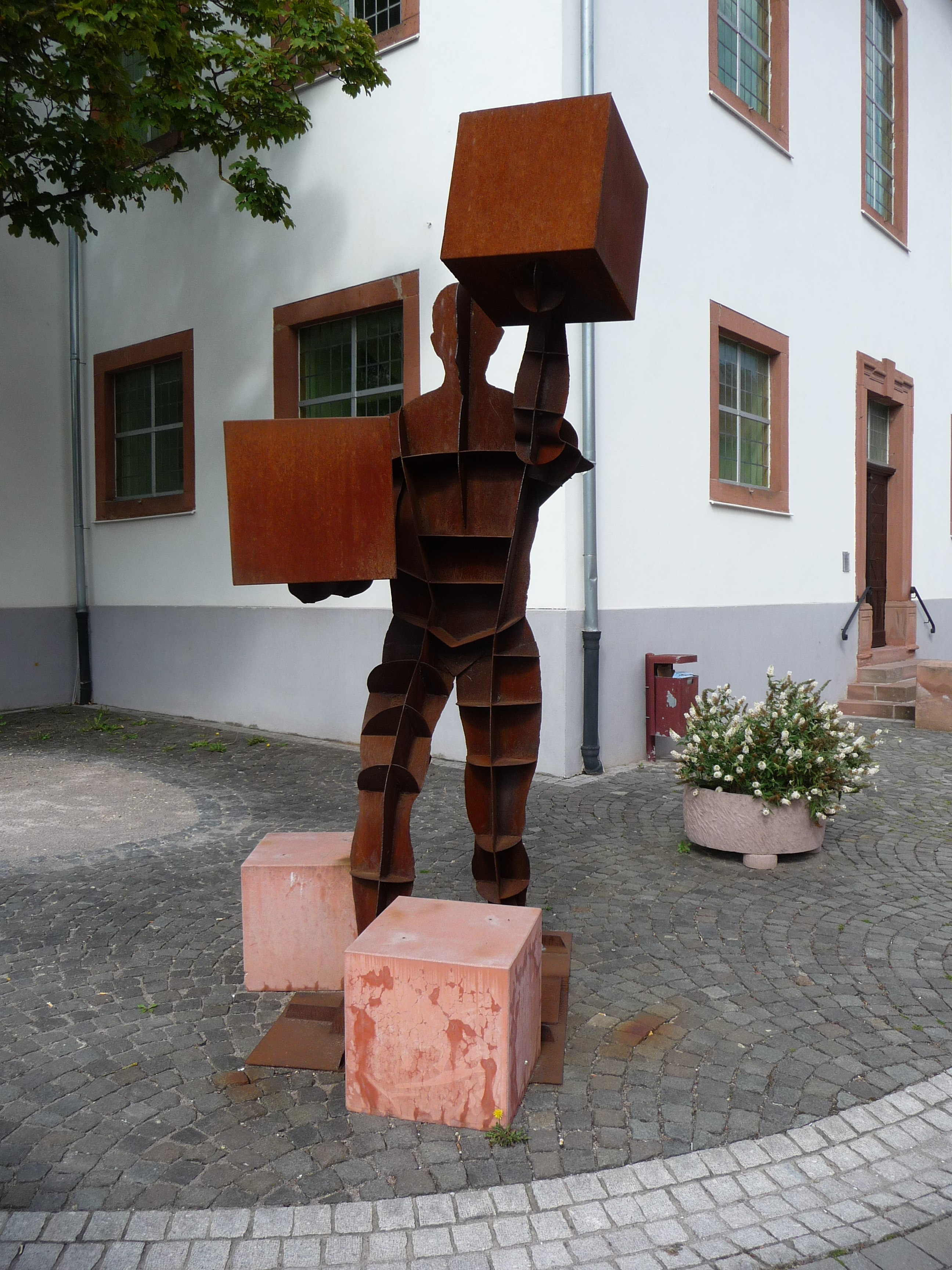
„Jongleur“ (jongleur)
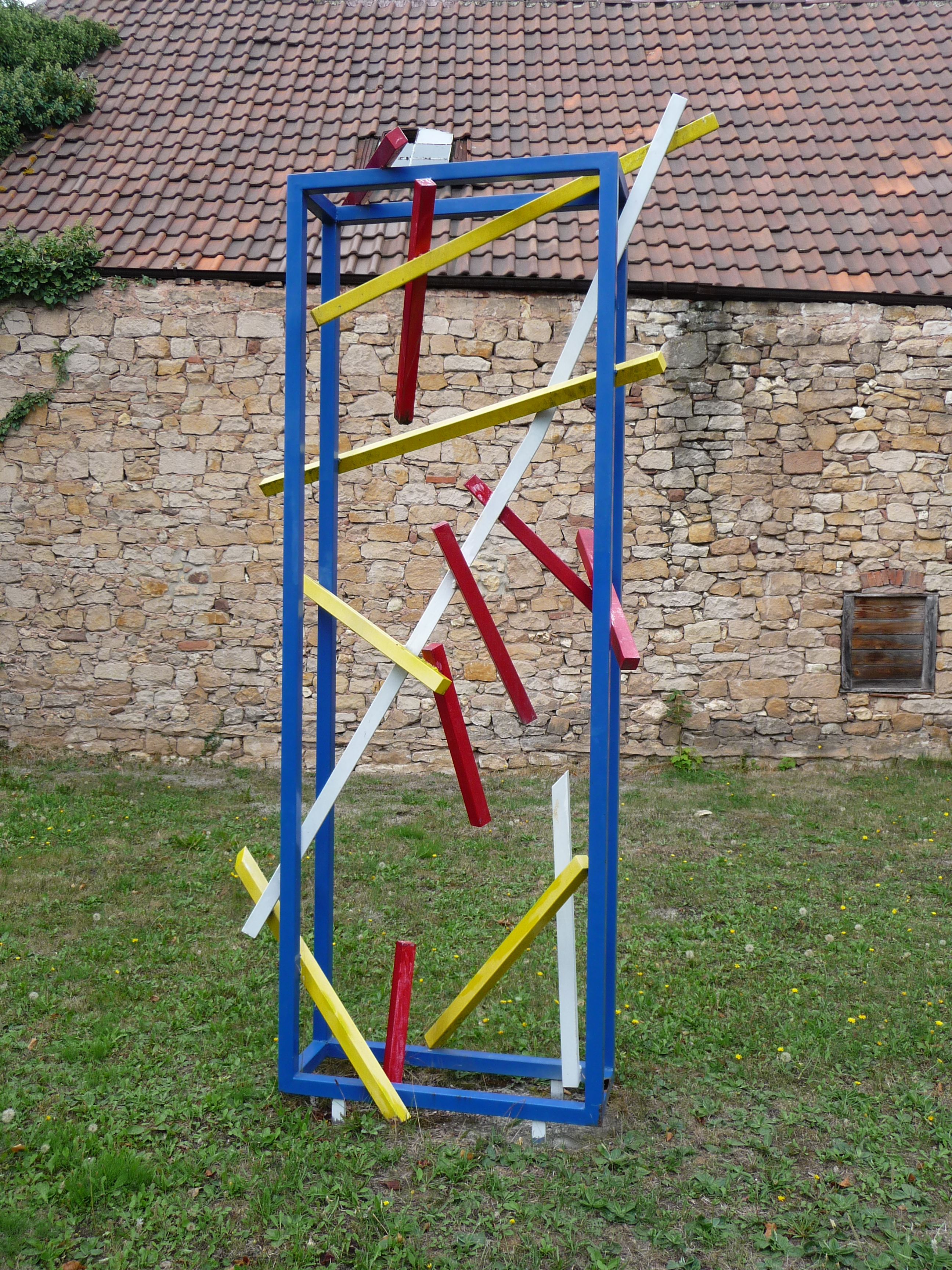
„Roter Rahmen“ (bordure rouge)